# Dinarc de Corint
|  | Per l'orador àtic, nascut també a Corint, vegeu «Dinarc d'Atenes» |

Dinarc (en grec antic: Δείναρχος, Deinarchus) fou un polític corinti de final del segle iv aC.
Formava part dels seguidors d'Antípatre, qui el nomenà epimeletes del Peloponnès. Es tracta, segurament, del mateix Dinarc que, l'any 319 aC, acusà Dèmades davant Cassandre. Dinarc era amic de Foció, i l'any següent, quan Foció va ser condemnat a mort a Atenes per orde de Polipercont, Dinarc i els seus altres amics patiren la mateixa sort.
Segons Niese, es podria tractar del mateix company de Timoleont, de nom Dinarc, esmentat per Plutarc (Vides paral·leles: «Timoleont», 21.24), però no sembla més que una conjectura sense fonament.